# جون بيج (رجل أعمال)
جون بيج (بالإنجليزية: John Page) هو شخصية أعمال أمريكي، ولد في 26 ديسمبر 1628 في Sudbury, London ‏ في المملكة المتحدة، وتوفي في 23 يناير 1692.